# 張璄
張璄（1439年—？），字孟輝，福建福州府永福縣人，民籍，明朝政治人物。進士出身。

## 生平
早年出身直隸山陽縣訓導，福建鄉試第三十五名。成化十四年（1478年）戊戌科會試第一百四十一名，殿試登進士第三甲第一百一十八名，授归化知县、临安知县。

## 家族
曾祖父張惟恭。祖父張泗，曾任貢士。父亲張鐸，曾任訓導。母吴氏。慈侍下。娶黄氏。